# Rivière Ciriques
Die Rivière Ciriques ist ein Fluss im Osten des Inselstaats Dominica im Parish Saint David.

## Geographie
Die Rivière Ciriques ist der Ursprungsbach der Ravine Ma Robert. Sie entspringt an einem Ausläufer des Morne Jaune und verläuft stetig nach Nordosten. In der Nähe der Küstenstraße in der Siedlung Rivière Cirique mündet ein kleiner Zufluss, an dem sich die Morgan River Falls befinden und von dort aus trägt der Wasserlauf den Namen Ravine Ma Robert.